# 마하보디 사원
마하보디 사원(산스크리트어: महाबोधि मंदिर)은 인도 비하르주 보드가야에 있는 불교 사찰로, 오래된 벽돌 구조 건축 양식 중 하나이다. 유네스코 세계 문화유산에 등재되어 있다. 부처가 깨달음을 얻은 보리수나무가 있는 곳으로, 불교의 주요 성지이다.

## 사건 · 사고
한국의 기독교인들이 찬송가를 부르고 기도를 하고 스님에게 설교를 하는 사건이 발생하여 논란이 되었다.